# Tender Comrade
Pour plus de détails, voir Fiche technique et Distribution.
Tender Comrade est un film américain en noir et blanc réalisé par Edward Dmytryk, sorti en 1943.

## Synopsis
Jo Jones, ouvrière dans une usine d'armement pendant la Seconde Guerre mondiale, organise une colocation dans une grande maison avec trois jeunes femmes, qui comme elle, attendent le retour de leurs maris partis au front.
Elles sont toutes ouvrières dans une usine d'aviation. Une femme de compagnie est engagée pour tenir la maison et cuisiner. C'est une réfugiée allemande, vite incluse dans cette communauté féminine. Ce "home of the brave" arbore cinq étoiles, symbolisant les maris absents.
Jo découvre qu'elle est enceinte. Son mari, si réticent à leur mariage, lui a tout de même laissé une descendance. La petite société communautaire surmonte peines et joies, l'union fait la force, et leurs moyens réunis leur donnent une certaine aisance.
Un jeune époux, permissionnaire, vient rencontrer sa femme qu'il a connue 24 h. Toutes les épouses se concertent pour servir un repas de fête aux deux amoureux.
Hélas, c'est pendant ce repas qu'un télégramme est apporté à Jo. Son mari, ami d'enfance tendrement chéri, ne reviendra pas. Elle monte auprès du bébé, et lui tient un discours à faire pleurer toutes les salles obscures.
Ensuite, eh bien, il faut redescendre, rejoindre les autres, sans gâcher la fête en divulguant la tragique nouvelle. Du courage, Jo, comme un soldat.

## Fiche technique
- Titre original : Tender Comrade
- Réalisation : Edward Dmytryk
- Scénario : Dalton Trumbo
- Musique : Leigh Harline
- Photographie : Russell Metty
- Montage : Roland Gross
- Direction artistique : Carroll Clark et Albert S. D'Agostino
- Décors : A. Roland Fields et Darrell Silvera
- Costumes : Renié et Edith Head pour Ginger Rogers
- Producteur : David Hempstead et Sherman Todd (producteur associé)
- Société de production et de distribution : RKO Pictures
- Pays de production : États-Unis
- Langue originale : anglais américain
- Format : noir et blanc — 35 mm — 1,37:1 — son : mono (RCA Sound System)
- Genre : drame romantique
- Durée : 102 minutes
- Date de sortie :
  - États-Unis : 29 décembre 1943 (Première à Los Angeles)
  - États-Unis : 1er juin 1944 (New York City, New York)
  - États-Unis : juin 1944 (sortie nationale)
  - France : 24 mai 1946[1]

## Distribution
- Ginger Rogers : Jo Jones
- Robert Ryan : Chris Jones
- Ruth Hussey : Barbara Thomas
- Patricia Collinge : Helen Stacey
- Mady Christians : Manya Lodge
- Kim Hunter : Doris Dumbrowski
- Jane Darwell : Mme Henderson
- Richard Martin : Mike Dumbrowski
- Richard Gaines : Waldo Pierson